# Беспалов, Никита Викторович
Никита Викторович Беспалов (род. 28 декабря 1987, Москва) — российский хоккеист, вратарь. Воспитанник московских «Крыльев Советов».

## Клубная карьера
Никита Беспалов начал свою профессиональную карьеру в 2008 году в составе клуба Высшей лиги ХК «Белгород», выступая до этого за фарм-клуб московского ЦСКА. В своём дебютном сезоне Никита провёл на площадке 20 матчей с коэффициентом надёжности 2,66. Также в том году Беспалов призывался в основной состав ЦСКА, однако ни одного матча в Континентальной хоккейной лиге он так и не провёл.
9 сентября 2009 года Никита подписал контракт с воскресенским «Химиком», в составе которого в сезоне 2009/10 он провёл 49 матчей с коэффициентом 2,69, после чего болельщики подмосковного клуба признали его лучшим игроком сезона. 18 мая 2010 года Беспалов заключил соглашение с нижегородским «Торпедо», сразу после чего он был командирован в клуб ВХЛ ХК «Саров». В своём дебютном сезоне в ВХЛ Никита стал основным вратарём клуба, в 60 матчах заработав коэффициент надёжности 2,58.
Сезон 2011/12 Беспалов также начал в роли основного голкипера ХК «Саров», однако в середине сезона травму получил первый вратарь «Торпедо» Виталий Коваль, после чего Никита был вызван в нижегородский клуб. 24 января 2012 года в матче против рижского «Динамо» Беспалов дебютировал в КХЛ, а уже четыре дня спустя в игре с мытищинским «Атлантом» записал на свой счёт первый «сухой» матч в лиге.
С 2013 по 2016 годы выступал за хоккейный клуб «Сибирь», вместе с командой стал бронзовым призёром сезона 2014/2015. 8 апреля 2016 года было объявлено о переходе Беспалова в московский «Спартак». 30 апреля 2021 года в связи с истечением контракта покинул «Спартак». С 2021 по 2023 год выступал в составе словацкого «Прешова», за который провёл 70 матчей и одержал 26 побед. Сезон 2023/24 провёл в составе французского клуба «Ницца».

## Карьера в сборной
В составе сборной России Никита Беспалов принимал участие в молодёжном чемпионате мира 2007 года, на котором он вместе с командой стал серебряным призёром, не проведя, однако, ни одного матча на турнире.

## Тренерская карьера
1 августа 2024 года начал работать тренером вратарей в академиях клубов «Славия Прешов» и «Индианс», занимаясь как детьми, так и с юниорами. Также при клубной академии «Славии Прешов» Беспалов открыл свою вратарскую школу.

## Достижения
- Серебряный призёр молодёжного чемпионата мира 2007.
- Бронзовый призёр чемпионата КХЛ 2014

## Статистика выступлений
Последнее обновление: 15 июля 2016 года
|                 |                 |                 | Регулярный сезон | Регулярный сезон | Регулярный сезон | Регулярный сезон | Регулярный сезон | Плей-офф | Плей-офф | Плей-офф | Плей-офф | Плей-офф |
| Сезон           | Команда         | Лига            | Игр              | М                | ПШ               | «0»              | КН               | Игр      | М        | ПШ       | «0»      | КН       |
| --------------- | --------------- | --------------- | ---------------- | ---------------- | ---------------- | ---------------- | ---------------- | -------- | -------- | -------- | -------- | -------- |
| 2003/04         | ЦСКА-2          | Первая лига     | 7                |                  |                  |                  | 2.00             | —        | —        | —        | —        | —        |
| 2005/06         | ЦСКА-2          | Первая лига     | 43               |                  | 136              |                  | 2.16             | —        | —        | —        | —        | —        |
| 2006/07         | ЦСКА-2          | Первая лига     | 54               |                  |                  |                  | 2.63             | —        | —        | —        | —        | —        |
| 2007/08         | ЦСКА-2          | Первая лига     | 37               |                  |                  |                  | 2.49             | 12       |          |          |          | 2.39     |
| 2008/09         | ХК Белгород     | Высшая лига     | 20               | 1173             | 52               | 1                | 2.66             | —        | —        | —        | —        | —        |
| 2009/10         | Химик Вк        | Высшая лига     | 46               | 2563             | 113              | 5                | 2.65             | 3        | 160      | 9        | 0        | 3.37     |
| 2010/11         | ХК Саров        | ВХЛ             | 56               | 3365             | 143              | 6                | 2.55             | 4        | 240      | 12       | 0        | 3.00     |
| 2011/12         | ХК Саров        | ВХЛ             | 33               | 1899             | 88               | 2                | 2.78             | —        | —        | —        | —        | —        |
| 2011/12         | Торпедо НН      | КХЛ             | 11               | 601              | 25               | 1                | 2.50             | 1        | 0        | 0        | 0        | 0.00     |
| 2012/13         | Торпедо НН      | КХЛ             | 6                | 368              | 16               | 0                | 2.61             | 0        | 0        | 0        | 0        | 0.00     |
| 2013/14         | ХК Саров        | ВХЛ             | 14               | 823              | 28               | 1                | 2.04             | —        | —        | —        | —        | —        |
| 2013/14         | Сибирь          | КХЛ             | 8                | 422              | 12               | 1                | 1.71             | 1        | 32       | 4        | 0        | 7.47     |
| 2014/15         | Сибирь          | КХЛ             | 18               | 770              | 28               | 1                | 2.18             | 3        | 170      | 9        | 0        | 3.17     |
| 2015/16         | Сибирь          | КХЛ             | 20               | 648              | 29               | 0                | 2.68             | 2        | 73       | 2        | 0        | 1.64     |
| Всего в КХЛ     | Всего в КХЛ     | Всего в КХЛ     | 63               | 2810             | 110              | 3                | 2.35             | 7        | 275      | 15       | 0        | 3.26     |
| Всего в карьере | Всего в карьере | Всего в карьере | 373              |                  |                  |                  |                  | 24       |          |          |          |          |